# Farrukhsiyar

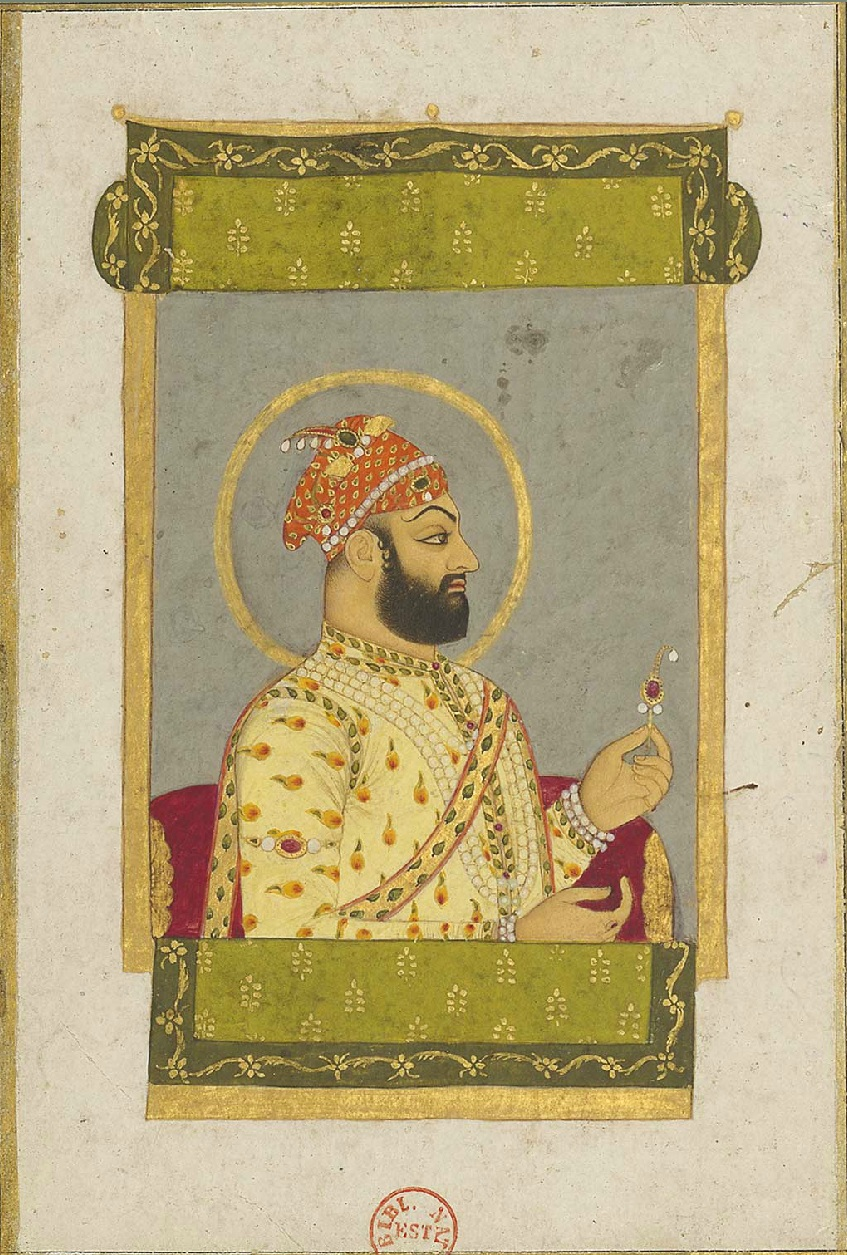
Miniatuur rond 1715-1719: balkonportret van keizer Farrukhsiyar. Bibliothèque nationale de France.

Muhammad Farrukhsiyar (Aurangabad, 20 augustus 1685 - Delhi, 29 april 1719) was padishah ("keizer") van het Mogolrijk van 1713 tot zijn dood in 1719. Hij kwam aan de macht door zijn oom Jahandar Shah te verslaan. Zijn regering kenmerkte zich door een machtsstrijd met de edelen Hussain Ali en Abdullah Khan Barha. Uiteindelijk lukte het Farrukhsiyar niet de macht van deze twee broers te breken. In 1719 zetten de broers de keizer met behulp van de Maratha's af, om hem later te laten ombrengen. Het afnemen en uiteindelijk verdwijnen van het centrale gezag in het rijk werd door deze vete verder versneld.

## Weg naar de troon
Farrukhsiyar was de tweede zoon van Mogolprins Azim-ush-Shan en werd geboren tijdens de militaire campagnes (1685 - 1707) van zijn overgrootvader Aurangzeb in de Dekan. Tijdelijk deze campagnes bevond het Mogolhof zich in Aurangabad. Zijn grootvader, prins Muazzam, de latere keizer Bahadur Shah, werd gedurende enkele jaren gevangengezet en zijn harem teruggestuurd naar Delhi. Nadat de grootvader was vrijgelaten in 1695 werd de vader, prins Azim-ush-Shan, tot gouverneur van de rijke provincies Bengalen en Bihar benoemd. Farrukhsiyar werd hier door zijn vader opgeleid in het bestuur.
In 1707 overleed de hoogbejaarde keizer Aurangzeb, waarna een strijd tussen zijn zoons en kleinzoons losbarstte. Uiteindelijk kwam prins Muazzam (Bahadur Shah) als overwinnaar naar voren. Tijdens de strijd hadden de prinsen belangrijke concessies moeten doen aan groepen edelen, waardoor de macht van de keizer afnam. Deze ontwikkeling zou in de erop volgende decennia doorgaan. Bahadur Shah riep zijn zoons terug uit de provincies om aan het hof van Delhi te verblijven, mogelijk omdat hij een opstand van de prinsen vreesde. Hij stierf in januari 1712, na vijf jaar op de troon. Opnieuw volgde een strijd tussen de zoons van de overleden keizer. Hoewel prins Azim-ush-Shan verreweg de beste kaarten leek te hebben, wist zijn broer Jahandar Shah hem dankzij steun van de machtige vizier Zulfiqar Khan te verslaan. Azim-ush-Shan stierf door verdrinking in de rivier de Ravi, terwijl hij van het slagveld vluchtte. Jahandar Shah kon in maart 1712 de troon bestijgen, maar was een marionet in handen van Zulfiqar Khan.
Prins Farrukhsiyar had in Bengalen hooguit 400 manschappen onder zijn bevel. Na het bericht dat zijn vader gesneuveld was maakte hij zijn eigen aanspraak op de troon kenbaar, maar pogingen meer steun te vergaren liepen aanvankelijk op niets uit. De schatbewaarder van de provincie, de diwan Murshid Quli Khan, weigerde de prins te steunen, op grond van het feit dat hij nog geen keizer was en de autoriteit niet had om de schatkist aan te spreken. Farrukhsiyar zond tot driemaal toe een legertje naar Murshidabad om de diwan tot de orde te brengen, maar telkens wist de diwan de troepen van de prins te verslaan. Dit is overigens een ander voorbeeld van de groeiende macht van bepaalde edelen ten opzichte van de Mogolprinsen en de afname van de macht van de keizerlijke familie, die kenmerkend was voor de periode tussen 1680 en 1720.
Jahandar Shahs losbandige levensstijl en de manier waarop Zulfiqar Khan genadeloos met edelen uit andere facties afrekende maakten dat de nieuwe keizer snel veel vijanden maakte. Farrukhsiyar werd een verzamelpunt voor de tegenstanders van zijn oom. Het tij keerde toen de machtige edelen Hussain Ali en Abdullah Khan Barha (respectievelijk ondergouverneurs van Bihar en Allahabad) door Zulfiqar Khan uit hun positie dreigden te worden gezet, omdat ze prins Azim-ush-Shan gesteund hadden. De Barha's voorzagen Farrukhsiyar van de benodigde troepen en de prins begon een opmars naar het westen, richting Delhi. In de buurt van Allahabad werd een legertje onder Jahandar Shahs zoon verslagen, waarna het tot een treffen tussen neef en oom kwam bij Agra. Jahandar Shah had wegens geldgebrek troepen onder Chin Qilich Khan, de uit de gratie geraakte aanvoerder van de factie Turani-edelen aan het keizerlijke hof, moeten inzetten. Deze liepen over naar Farrukhsiyar. Farrukhsiyar kwam als overwinnaar uit de strijd en Jahandar Shah vluchtte naar Delhi, waar hij toevlucht zocht bij Zulfiqar Khan. Deze zette de keizer echter gevangen, in de hoop Farrukhsiyars gunst te winnen.
Farrukhsiyar kon ongehinderd zijn intocht in Delhi houden, waar hij door de vizier werd ontvangen. Hij zegde deze valselijk gratie toe maar liet hem direct daarna alsnog executeren. Jahandar Shah werd dezelfde dag omgebracht. Daarop volgde een bloedige afrekening waarbij Farrukhsiyar de stad liet zuiveren van hem onwilgezinde edelen. Edelen die op audiëntie geroepen werden, moesten vrezen na een ogenschijnlijk vriendelijk oponthoud vermoord te worden.

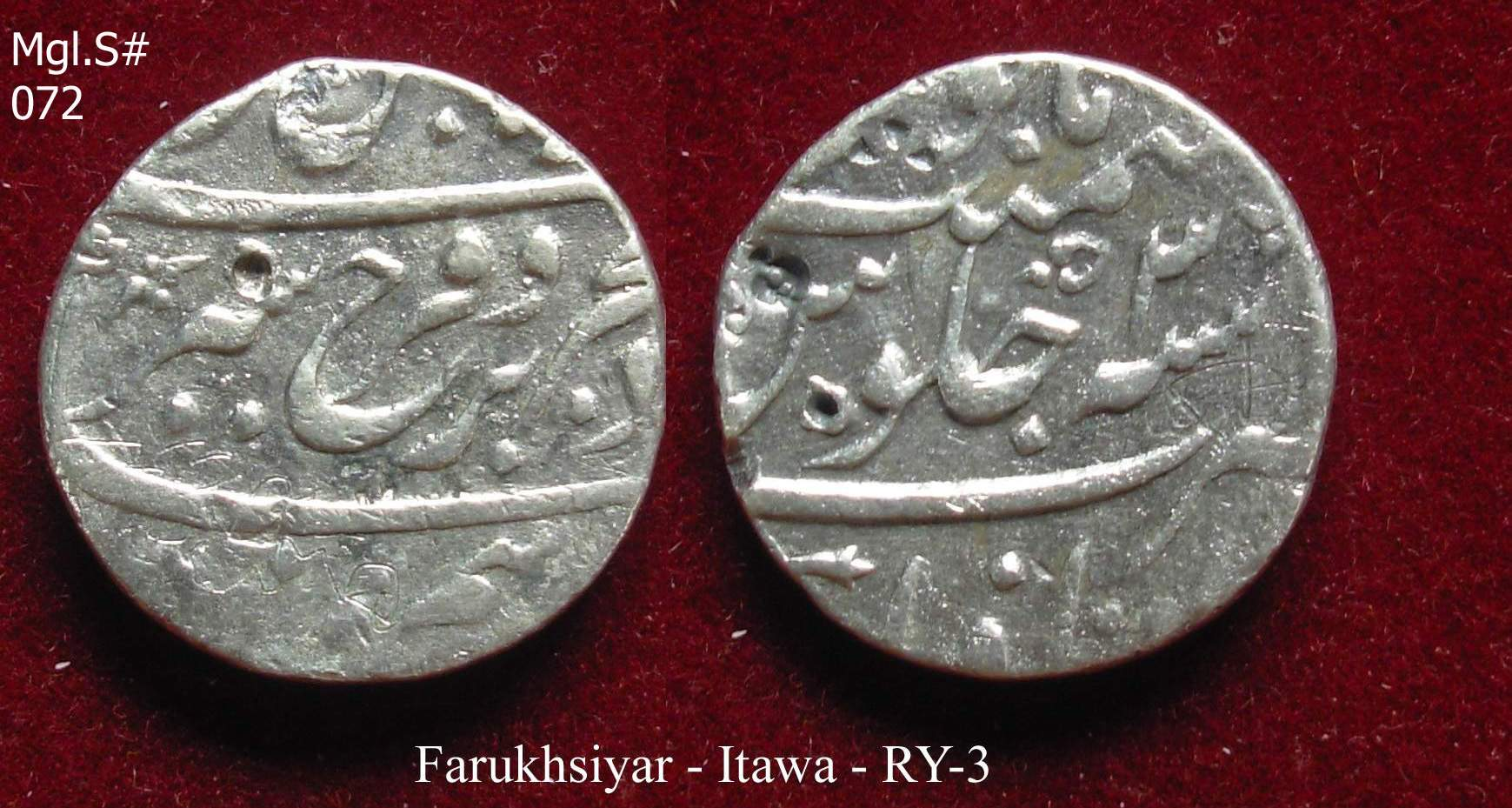
Zilveren roepie van keizer Farrukhsiyar.

## Regering
Farrukhsiyars genadeloze afrekening met Jahandar Shah en diens aanhangers kwam waarschijnlijk voort uit zijn politiek zwakke positie als usurpator. In feite was hij sterk afhankelijk van de Barha's. Deze vervulden aanvankelijk de belangrijkste twee posten aan het Mogolhof: die van mir bakhshi (schatbewaarder) en vizier. Gedurende zijn zes jaar op de troon werd Farrukhsiyar continu beziggehouden door een interne machtsstrijd met zijn twee belangrijkste ministers. Beide facties probeerden hovelingen en lokale machthebbers te paaien, wat ten koste van het rijk ging. De Rajputheersers trokken zich weinig meer van de keizerlijke bevelen aan. In Bengalen gold hetzelfde voor Murshid Quli Khan en de beambten in de Dekan waren onder voortdurende aanvallen van de Maratha's niet in staat hun gezag te doen gelden.

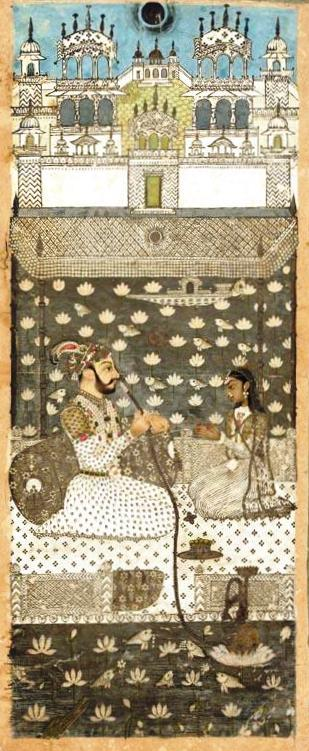
Keizer Farrukhsiyar, die door een dienstmeisje de waterpijp ("hookah") aangereikt krijgt. Miniatuurschildering in Dekanstijl, 1712.

Niet ver van de keizerstad Agra hadden de Mogols te maken met opstandige Jats onder Churaman Jat. Wel werd eindelijk een einde gemaakt aan de opstand van de sikhs in de Punjab, die tijdens de regering van Bahadur Shah begonnen was. In 1716 wist de gouverneur van Punjab opstandelingenleider Banda Singh en een paar honderd sikhstrijders gevangen te nemen bij de bestorming van hun fort in de Siwaliks. De gevangengenomen sikhs werden gedwongen in een triomftocht door Lahore en Delhi mee te lopen, en daarna op gruwelijke wijze doodgemarteld.
Farrukhsiyars politiek ten opzichte van de Rajputs werd volledig gedomineerd door zijn machtsstrijd met de Barha's. Toen de keizer de vorst van Marwar, Ajit Singh, in 1713 uit zijn ambt als gouverneur van Gujarat zette, kwam deze in opstand. Farrukhsiyar zond Hussain Ali Khan Barha aan het hoofd van een leger, maar stuurde ondertussen Ajit Singh bericht dat hij zijn provincie kon behouden als hij Barha wist te doden. In plaats daarvan kwam het tot een overeenkomst waarbij Ajit Singh zijn positie kon behouden met toestemming van de Barha's, en zijn dochter met de keizer huwde.
In 1714 was de situatie in Delhi dusdanig gespannen, dat de Barha's zich in hun paleizen verschansten, uit vrees voor een aanval van de manschappen van de keizer. Na onderhandelingen kwam het tot een overeenkomst. Hussain Ali Khan Barha werd als gouverneur in de Dekan aangesteld en vertrok van het hof in ruil voor de ongekende beschikking over het keizerlijke zegel, dat hem als gouverneur in staat stelde jagirs in leen te geven. In ruil voor de aftocht van Hussain Ali Khan Barha, werd de keizers belangrijkste aanhanger, Mir Jumla, naar Bihar gestuurd. Abdullah Khan Barha bleef in functie als vizier. Hoewel dit de spanning even deed klaren, had Farrukhsiyar een andere aanhanger, Daud Khan Panni, als gouverneur van Kandesh benoemd. In het geheim had deze van de keizer de opdracht gekregen Hussain Ali Khan Barha in de rug aan te vallen en doden. De laatste wist Daud Khan Panni echter eenvoudig te verslaan, waarop zijn geheime correspondentie met de keizer ontdekt werd. Dit bracht de gespannen verhoudingen in Delhi weer terug bij af. De erop volgende jaren bracht de keizer door met pogingen zijn vizier Abdullah Khan Barha om te laten brengen. Deze vertoonde zich echter niet meer in het openbaar zonder een paar duizend gewapende handlangers.

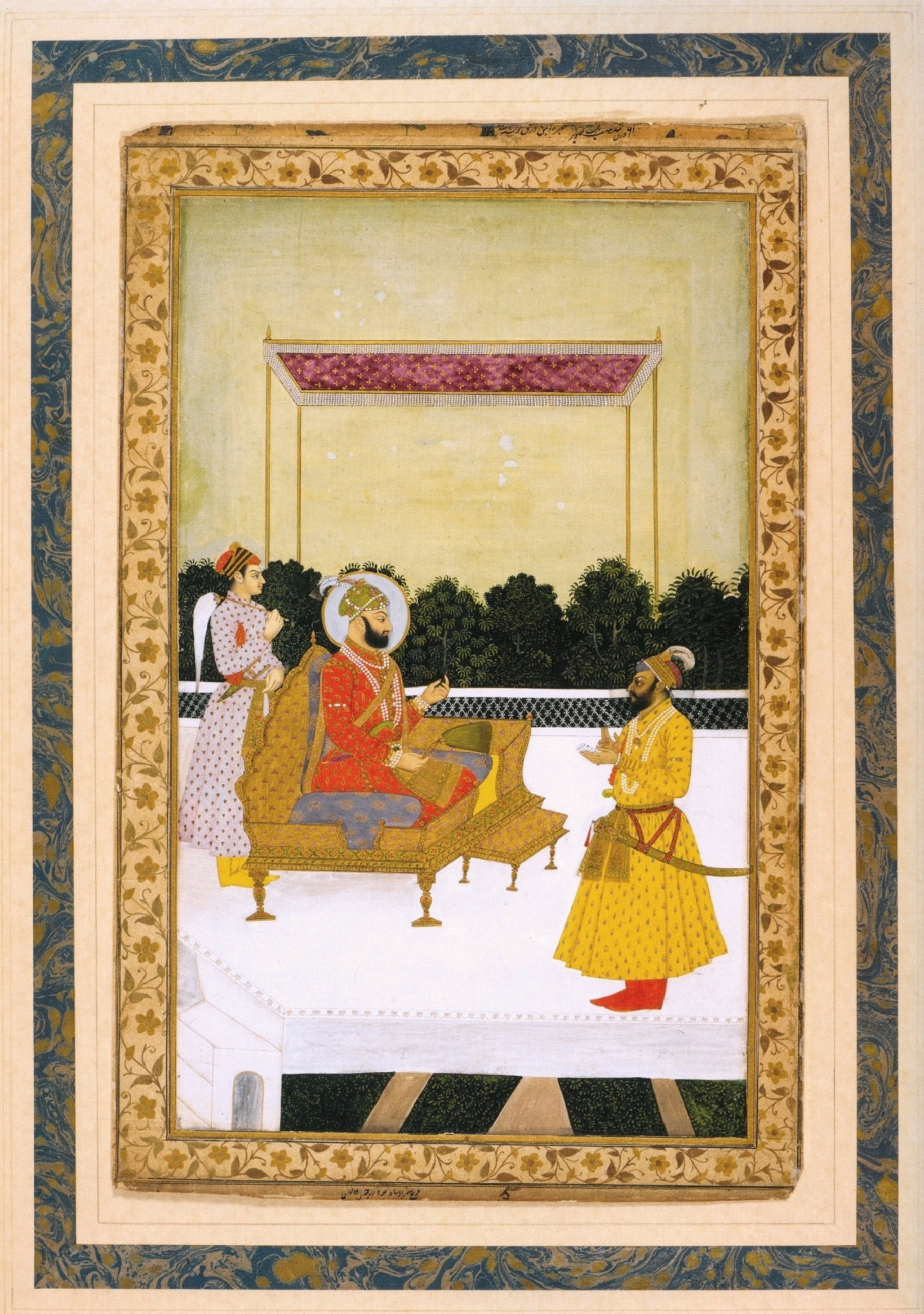
Keizer Farrukhsiyar ontvangt zijn mir bakhshi, Hussain Ali Khan Barha. Rond 1715, British Library.

Ondertussen teelde de corruptie onder de provinciale beambten. Door het uitblijven van belasting uit de provincies raakte het rijk verder in de financiële crisis die al onder Aurangzeb was ingezet. De enige uitzondering was Bengalen, van waar Murshid Quli Khan jaarlijks trouw belastingopbrengsten naar het vrijwel failliete hof in Delhi bleef sturen. Deze financiële macht over de keizer stelde hem in staat al diens bevelen te negeren en macht over de provincies Bihar en Orisha uit te breiden. Een andere gouverneur die aanvankelijk trouw dienstdeed was, door een bizarre speling van het lot, Hussain Ali Khan Barha, die zijn provincie versterkte tegen aanvallen van de Maratha's. Dit werk werd hem lastig gemaakt doordat de keizer aan Marathavorst Shahuji en zijn generaals geheime brieven zond, waarin hij ze grote beloningen in het vooruitzicht stelde als ze zijn gouverneur wisten te verslaan en doden.

## Afzetting en dood
De Barha's kwamen in 1718 achter de rug van de keizer om met de Maratha's tot een overeenkomst. Daarin werd voor het eerst de onafhankelijkheid van de Maratha's erkend; ook kregen ze het recht op de belastingwinning in de Dekan. In ruil beloofden de Maratha's de Barha's te steunen in hun strijd met Farrukhsiyar. Eind 1718 trok Hussain Ali Khan Barha zij aan zij met Balaji Vishwanath, de peshwa (vizier) van de Maratha's, vanuit de Dekkan op naar Delhi. De keizers poging om de edelen te overtuigen manschappen ter beschikking te stellen om de stad te verdedigen liepen op niets uit. Alleen de rajputheerser van Amer, Jai Singh Kachhwaha, kwam de keizer te hulp. Zijn troepen waren echter in de minderheid tegenover de troepen van Hussain Ali Khan Barha.
In februari 1719, toen Hussain Ali Khan Barha en de Maratha's in Delhi aankwamen, kwam het tot een coupe. In het paleis vond een publieke woordenwisseling tussen Farrukhsiyar en zijn vizier plaats, waarna de keizer zich terugtrok in de haremverblijven en Abdullah Khan Barha de paleiswacht ontbond. Toen de Marathasoldaten Delhi introkken om het paleis te bezetten, werden ze echter teruggedrongen door de bevolking, die de wapens opnam om de Mogolkeizer te verdedigen. Daarop besloten de Barha's een van de overgebleven Mogolprinsen als marionet op de troon te zetten. De gekozen 19-jarige ziekelijke prins, Rafi-ud-Darjat, was een neef van Farrukhsiyar. Toen de troonsbestijging werd afgekondigd ebde het verzet van de bevolking weg. Farrukhsiyar werd uit de harem gesleurd en aan de vizier voorgeleid, die hem blind liet maken en opsluiten. Twee maanden later werd de afgezette keizer door wurging om het leven gebracht.
Farrukhsiyar ligt begraven in het mausoleum van Humayun in Delhi.